# On ne change pas
Az On ne change pas (Nem változunk) egy popzenei album, 2005. október 4-én jelent meg, mint Céline Dion új, francia nyelvű, többségéban kiadatlan dalokat tartalmazó kollekciója.

## Változatai
- 1 CD-s kiadás
- 2 CD-s kiadás
- 2 CD + bónusz DVD-s kiadás
- 3 CD + bónusz DVD-s kiadás
- DVD-s kiadás

## Számok

### Két CD-s kiadás
CD1
- 01. Je ne vous oublie pas
- 02. Tous les secrets
- 03. Pour que tu m'aimes encore
- 04. S'il suffisait d'aimer
- 05. Sous le vent (duet with Garou)
- 06. Tout l'or des hommes
- 07. Je sais pas
- 08. On ne change pas
- 09. J'irai oů tu iras
- 10. Et je t'aime encore
- 11. Destin
- 12. Je lui dirai
- 13. Les derniers seront les premiers
- 14. Vole
- 15. Ziggy
- 16. L'amour existe encore
- 17. I Believe In You (duet with IL DIVO)

CD2
- 01. Je danse dans ma tęte
- 02. On traverse un miroir
- 03. Partout je te vois
- 04. Le Blues du businessman
- 05. Incognito
- 06. Lolita
- 07. Des mots qui sonnent
- 08. La voix du bon Dieu
- 09. D'amour ou d'amitié
- 10. Mon ami m'a quittée
- 11. Tellement j'ai d'amour pour toi
- 12. Les chemins de ma maison
- 13. Mélanie
- 14. Une colombe
- 15. Ma chambre
- 16. Ne partez pas sans moi
- 17. Fais ce que tu voudras
- 18. Quand on n'a que l'amour (live)
- 19. Ce n'était qu'un ręve

### Két CD + DVD-s kiadás
CD1
- 01. Je ne vous oublie pas
- 02. Tous les secrets
- 03. Pour que tu m'aimes encore
- 04. S'il suffisait d'aimer
- 05. Sous le vent (duet with Garou)
- 06. Tout l'or des hommes
- 07. Je sais pas
- 08. On ne change pas
- 09. Dans un autre monde
- 10. Ziggy
- 11. L'amour existe encore
- 12. J'irai oú tu iras
- 13. Et je t'aime encore
- 14. Vole
- 15. Je lui dirai
- 16. Zuand on n'a que l'amour
- 17. I believe in you

CD2
- 01. La ballet
- 02. Contre nature
- 03. Je danse dans ma téte
- 04. Le blues du businessman
- 05. Le loup, la biche et le chevalier
- 06. D'amour d'amitié
- 07. Mon ami m'a quillée
- 08. Les chemins de ma maison
- 09. Ne partez pas sans moi
- 10. Je ne veux pas
- 11. Zora sourit
- 12. Destin
- 13. Jellement j'ai d'amour pour toi
- 14. Ma nouvelle France
- 15. Les deriners seront les premiers
- 16. Ce n'était qu'un réve

DVD
- A Je Ne Vous Oublie Pas klip készítése (25 perces werkfilm)
- Je Ne Vous Oublie Pas videóklip

### Három CD + DVD-s kiadás
CD1
- 01. Je Ne Vous Oublie Pas (Inédit)
- 02. Tous Les Secrets (Inédit)
- 03. Sous Le Vent
- 04. Tout L'Or Des Hommes
- 05. Et Je T'Aime Encore
- 06. Vole
- 07. Je Lui Dirai
- 08. I Believe In You (Bonus Track)
- 09. Ma Nouvelle France
- 10. Contre Nature
- 11. En Attendant Se Spas
- 12. Le Loup, La Biche Et Le Chevalier (Une Chanson Douce)
- 13. La Mémoire D'Abraham
- 14. Le Monde Est Stone
- 15. Plus Haut Que Moi
- 16. Terre

CD2
- 01. Pour Que Tu M'Aimes Encore
- 02. Le Blues Du Businessman
- 03. Zora Sourit
- 04. S'Il Suffisait D'Aimer
- 05. Destin
- 06. Les Derniers Seront Les Premiers
- 07. Elle (Live)
- 08. Le Ballet
- 09. Des Mots Qui Sonnent
- 10. On Ne Change Pas
- 11. Je Sais Pas
- 12. Ziggy
- 13. Quand On N'A Que L'Amour (Live)
- 14. Je Danse Dans Ma Tęte
- 15. L'Amour Existe Encore
- 16. Dans Un Autre Monde
- 17. Je Ne Veux Pas

CD3
- 01. Partout Je Te Vois
- 02. Incognito
- 03. Lolita (Trop Jeune Pour Aimer)
- 04. La Voix Du Bon Dieu
- 05. Mélanie
- 06. Une Colombe
- 07. Ma Chambre
- 08. Fais Ce Que Tu Voudras
- 09. Ce N'Etait Qu'Un Ręve
- 10. D'Amour Ou D'Amitié
- 11. La Religieuse
- 12. Mon Ami M'A Quitté
- 13. Ne Partez Pas Sans Moi
- 14. Les Chemins De Ma Maison
- 15. Trois Heures Vingt
- 16. Tellement J'Ai D'Amour Pour Toi
- 17. Les Oiseaux Du Bonheur

## Külső hivatkozások
- Magyar Rajongói Oldal
- Magyar Rajongói Fórum
- Hivatalos angol – francia nyelvű oldal
- CelineManiacs – videóklipek, interjúk stb. Archiválva 2014. december 19-i dátummal a Wayback Machine-ben
- Dalszövegek